# Azerbajdzjans administrativa indelning

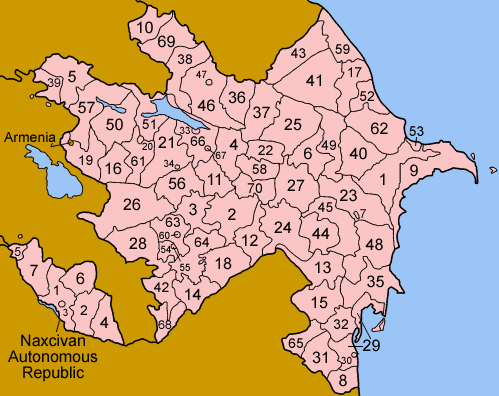
Regioner och städer i Azerbajdzjan.

Azerbajdzjan är uppdelat i 59 distrikt (rayonlar) och 11 städer (şəhərlər). Den autonoma republiken (muxtar respublika) Nachitjevan är uppdelad i 6 distrikt och en stad.
Regioner och städer (*) i Azerbajdzjan:
1. Absjeron (Abşeron)
2. Aghdzjabädi (Ağcabədi)
3. Aghdam (Ağdam)
4. Aghdasj (Ağdaş)
5. Aghstafa (Ağstafa)
6. Aghsu (Ağsu)
7. Sjirvan (Şirvan)* - hette tidigare Äli Bajramly (Əli Bayramlı)
8. Astara (Astara)
9. Baku (Bakı)*
10. Balakän (Balakən)
11. Bärdä (Bərdə)
12. Bejläqan (Beyləqan)
13. Biläsuvar (Biləsuvar)
14. Dzjäbrajyl (Cəbrayıl)
15. Dzjälilabab (Cəlilabab)
16. Dasjkäsän (Daşkəsən)
17. Dävätji (Dəvəçi)
18. Füzuli Rayonu (Füzuli)
19. Gädäbäj (Gədəbəy)
20. Ganja (Gəncə)*
21. Goranboj (Goranboy)
22. Göyçay
23. Hadzjyqabul (Hacıqabul)
24. Imisjli (İmişli)
25. Ismajylly (İsmayıllı)
26. Kälbädzjär (Kəlbəcər)
27. Kürdämir (Kürdämir)
28. Latjyn (Laçın)
29. Länkäran (distrikt) (Lənkəran)
30. Länkäran (stad) (Lənkəran)*
31. Lerik (Lerik)
32. Masally (Masallı)
33. Mingäçevir (Mingəçevir)*
34. Naftalan (Naftalan)*
35. Nefttjala (Neftçala)
36. Oghuz (Oğuz)
37. Qəbələ (Qəbələ)
38. Qach (Qax)
39. Qazach (Qazax)
40. Qobustan Rayonu (Qobustan)
41. Quba Rayonu (Quba)
42. Qubadly (Qubadlı)
43. Qusar Rayonu (Qusar)
44. Saatlı Rayonu (Saatlı)
45. Sabirabad Rayonu (Sabirabad)
46. Sjäki (distrikt) (Şəki)
47. Sjäki (stad) (Şəki)*
48. Saljan (Salyan)
49. Şamaxı
50. Sjämkir (Şəmkir)
51. Samuch (Samux)
52. Sijäzän (Siyəzən)
53. Sumqajyt (Sumqayıt)*
54. Sjusja (distrikt) (Şuşa)
55. Sjusja (stad) (Şuşa)*
56. Tärtär (Tərtər)
57. Tovuz (Tovuz)
58. Udzjar (Ucar)
59. Chatjmaz (Xaçmaz)
60. Chankändi (Xankəndi)*
61. Göygöl (tidigare Xanlar)
62. Chyzy (Xızı)
63. Chodzjaly (Xocalı)
64. Xocavänd (Xocavənd)
65. Jardymly (Yardımlı)
66. Yevlax (distrikt)
67. Yevlax (stad)*
68. Zängilan (Zəngilan)
69. Zaqatala (Zaqatala)
70. Zärdab (Zərdab)

Regioner och städer (*) i Nachitjevan:
1. Babäk (Babək)
2. Zjulfa (Julfa)
3. Kängärli (Kəngərli)
4. Nachitjevan (Naxçıvan)*
5. Ordubad (Ordubad)
6. Sädäräk (Sədərək)
7. Sjahbuz (Şahbuz)
8. Sjärur (Şərur)